# Scopula confusa
Scopula confusa är en fjärilsart som beskrevs av Butler 1878. Scopula confusa ingår i släktet Scopula och familjen mätare. Inga underarter finns listade.